# NGC 5914
NGC 5914 (другие обозначения — NGC 5914A, MCG 7-31-55, ZWG 221.51, ZWG 222.1, PGC 54654) — спиральная галактика (Sb) в созвездии Волопас.
Этот объект занесён в новый общий каталог несколько раз, с обозначениями NGC 5914, NGC 5914A.
Этот объект входит в число перечисленных в оригинальной редакции «Нового общего каталога».